# Euphrasia cheesemanii
Euphrasia cheesemanii är en snyltrotsväxtart som beskrevs av Richard von Wettstein. Euphrasia cheesemanii ingår i släktet ögontröster, och familjen snyltrotsväxter. Inga underarter finns listade i Catalogue of Life.